# Gulporing
Gulporing (Junghuhnia luteoalba) är en svampart som först beskrevs av Petter Adolf Karsten, och fick sitt nu gällande namn av Leif Ryvarden 1972. Enligt Catalogue of Life ingår Gulporing i släktet Junghuhnia,  och familjen Meruliaceae, men enligt Dyntaxa är tillhörigheten istället släktet Junghuhnia,  och familjen Steccherinaceae. Arten är reproducerande i Sverige. Inga underarter finns listade i Catalogue of Life.